# Gian Maria Volonté
Gian Maria Volonté (Milaan, 9 april 1933 – Florina (Griekenland), 6 december 1994) was een Italiaanse acteur. Volonté wordt, samen met Vittorio Gassman en Marcello Mastroianni, beschouwd als de beste Italiaanse filmacteur van de jaren 70 en 80 van de twintigste eeuw. Daarnaast was hij een politiek activist met sympathieën voor het communisme, destijds een belangrijke politieke stroming in Italië.

## Leven en werk
Volontés carrière begon met kleine filmrollen en vaste rollen in Italiaanse tv-series. Zijn doorbraak (onder het pseudoniem John Wells) kwam met zijn rol in de western Per un pugno di dollari (A Fistful of Dollars) in 1964. Deze film was de eerste samenwerking tussen Clint Eastwood en de Italiaanse regisseur Sergio Leone, en daarmee het begin van de spaghettiwesterns, die een verfrissing en herleving van het genre betekenden en waarin Volonté vanwege zijn mediterrane uiterlijk altijd de rol van Mexicaan speelde. In 1965 had hij onder zijn eigen naam een gedeelde hoofdrol als The Indian in het internationale kassucces For a Few Dollars More (originele titel Per qualche dollaro in più). Andere interessante rollen speelde hij in de westerns Quién sabe? (1966) en Faccia a faccia (1967). Het grote publiek kent hem alleen door zijn rollen in dit soort westerns, die hij alleen aannam voor het geld.
Volonté behaalde echter ook belangrijke successen in de Italiaanse en Franse cinema. Zijn eerste artistieke prijzen kreeg hij in 1968 met de films Banditi a Milano, A ciascuno il suo en I sette fratelli Cervi. Hij werd dikwijls gecast in politiek geïnspireerde films als Sacco e Vanzetti (1971) en Il caso Mattei van Francesco Rosi van wie hij een van de favoriete acteurs was en met wie hij nog vier films draaide. Ook Elio Petri, Damiano Damiani en Carlo Lizzani deden graag een beroep op zijn acteertalent. Petri's veelvuldig bekroonde misdaadfilm Indagine su un cittadino al di sopra di ogni sospetto (Onderzoek naar een boven iedere verdenking staande burger), waarin Volonté de hoofdrol vertolkte, won onder meer de Oscar voor beste internationale film in 1971.
Volonté verscheen eveneens in werk van Franstalige filmauteurs als Jean-Pierre Melville, Jean-Luc Godard, Yves Boisset en André Delvaux. In L'Œuvre au noir, Delvaux' verfilming van de gelijknamige roman van Marguerite Yourcenar, belichaamde hij magistraal de 16e-eeuwse alchemist en chirurgijn Zeno. In 1966 speelde hij in de film Het gangstermeisje, de debuutfilm van de Nederlandse regisseur Frans Weisz.
Volonté won twee prijzen (1972 en 1983) op het Filmfestival van Cannes en de Zilveren Beer (1987) op het Internationaal filmfestival van Berlijn. Op het Filmfestival van Venetië kreeg hij in 1991 een Leone d'Oro voor zijn gehele oeuvre. Hij won daarnaast zowat alle belangrijke Italiaanse filmprijzen: twee keer de David di Donatello per il miglior attore protagonista (en twee nominaties), drie keer de Nastro d'argento voor beste acteur (en zes nominaties) en vijf keer de Globo d'oro voor beste acteur. De film Indagine su un cittadino al di sopra di ogni sospetto won de Oscar voor beste buitenlandse film in 1971. Gianni Amelio's Porte aperte (1990) werd voor deze oscar genomineerd en leverde Volonté een European Film Award op. La classe operaia va in paradiso won de Palme d'Or in Cannes in 1972. Voor zijn laatste Italiaanse film, Una storia semplice (1991) werd hij meerdere keren genomineerd. In 1989 won hij de Belgische Joseph Plateauprijs voor beste acteur (L’Oeuvre au noir).
Volonté overleed in 1994 op 61-jarige leeftijd aan een hartinfarct tijdens filmopnamen in Griekenland.

## Filmografie (ruime selectie)
- 1961 - Antinea, l'amante della città sepolta (Edgar G. Ulmer, Giuseppe Masini en Frank Borzage)
- 1961 - A cavallo della tigre (Luigi Comencini)
- 1962 - Un uomo da bruciare (Valentino Orsini, Paolo en Vittorio Taviani)
- 1962 - Le quattro giornate di Napoli (Nanni Loy)
- 1964 - A Fistful of Dollars (Sergio Leone)
- 1965 - For a Few Dollars More (Sergio Leone)
- 1968 - Svegliati e uccidi (Carlo Lizzani)
- 1966 - La strega in amore (Damiano Damiani)
- 1966 - Quién sabe? (Damiano Damiani)
- 1966 - Het gangstermeisje (Frans Weisz)
- 1966 - L'armata Brancaleone (Mario Monicelli)
- 1967 - Faccia a faccia (Sergio Sollima)
- 1967 - A ciascuno il suo (Elio Petri)
- 1968 - I sette fratelli Cervi (Gianni Puccini)
- 1968 - Banditi a Milano (Carlo Lizzani)
- 1968 - L'amante di Gramigna (Carlo Lizzani)
- 1969 - Sotto il segno dello scorpione (Paolo en Vittorio Taviani)
- 1970 - Uomini contro (Francesco Rosi)
- 1970 - Indagine su un cittadino al di sopra di ogni sospetto (Elio Petri)
- 1970 - Le Cercle Rouge (Jean-Pierre Melville)
- 1970 - Le Vent d'est (Jean-Luc Godard)
- 1971 - La classe operaia va in paradiso (Elio Petri)
- 1971 - Sacco e Vanzetti (Giuliano Montaldo)
- 1972 - L'Attentat (Yves Boisset)
- 1972 - Il caso Mattei (Francesco Rosi)
- 1973 - Lucky Luciano (Francesco Rosi)
- 1976 - Todo modo (Elio Petri)
- 1977 - Io ho paura (Damiano Damiani)
- 1979 - Cristo si è fermato a Eboli (Francesco Rosi)
- 1979 - Ogro (Gillo Pontecorvo)
- 1981 - La storia vera della signora dalle camelie (Mauro Bolognini)
- 1983 - La morte di Mario Ricci (Claude Goretta)
- 1986 - Il caso Moro (Giuseppe Ferrara)
- 1987 - Cronaca di una morte annunciata (Francesco Rosi)
- 1987 - Un ragazzo di Calabria (Luigi Comencini)
- 1988 - L'Œuvre au noir (André Delvaux)
- 1990 - Porte aperte (Gianni Amelio)